# ارواح (پک-من)

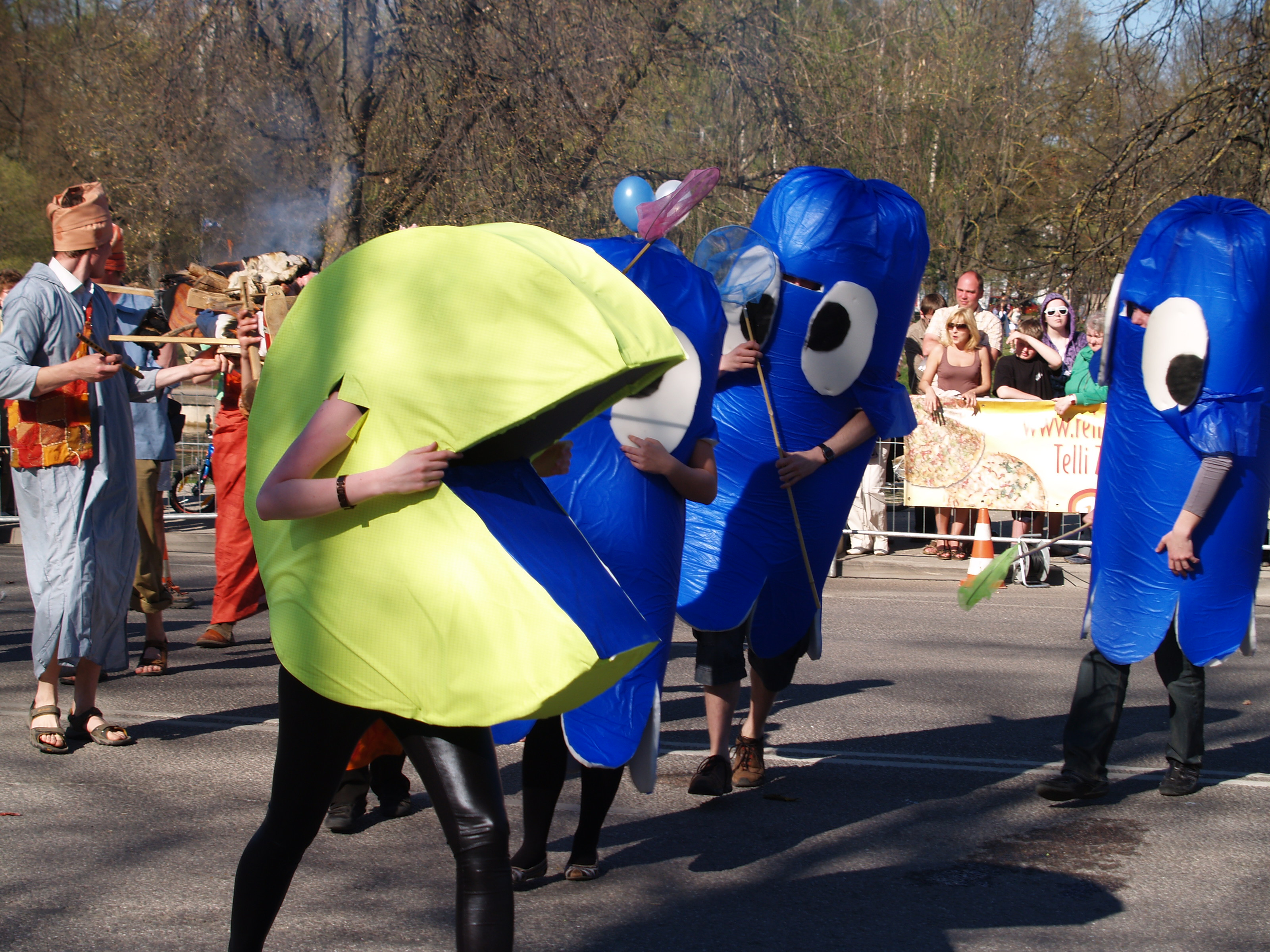
تصویری از افرادی که لباس ارواح (پک-من) را پوشیده اند

Blinky ، Pinky ، Inky و Clyde این چهار شخصیت از شخصیت های مجموعه بازی های ویدیویی پک-من هستند. آن‌ها که توسط تورو ایواتانی ساخته شدند، برای اولین بار در سال 1980 در بازی پک-من به عنوان آنتاگونیست‌های اصلی ظاهر شدند. ارواح از آن زمان در همه بازی‌های پک-من ظاهر شده‌اند، و گاهی اوقات تبدیل به آنتاگونیست‌ها یا متحدان جزئی پک-من می‌شوند، مانند انیمیشن Pac-Man World و Pac-Man و مجموعه‌های انیمیشن Ghostly Adventures.

## مفهوم و خلقت
ارواح توسط تورو ایواتانی که طراح اصلی بازی آرکید پک-من بود ساخته شدند. ایده ارواح از تمایل ایواتانی برای ایجاد یک بازی ویدئویی ساخته شد که بتواند زنان و بازیکنان جوان تر، به ویژه زوج ها را جذب کند، در زمانی که بیشتر بازی های ویدیویی بازی های "جنگی" یا بازی هایی شبیه به مهاجمان فضایی بودند. به نوبه خود، او شخصیت های درون بازی را زیبا و رنگارنگ ساخت، ویژگی ای که از بازی قبلی ایواتانی، Cutie Q (1979) وام گرفته شده بود، که دارای شخصیت های مشابه «کاوائی» بود.   ایواتانی از Casper the Friendly Ghost یا Little Ghost Q-Taro به عنوان الهام بخش ارواح نام برد.  طراحی ساده آن‌ها نیز به محدودیت‌های سخت‌افزاری در آن زمان نسبت داده می‌شد که فقط می‌توانستند مقدار مشخصی از رنگ‌ها را برای یک روح نشان دهند.  برای جلوگیری از دشوار شدن یا خسته‌کننده شدن بازی، هر یک از ارواح به گونه‌ای برنامه‌ریزی شده بودند که ویژگی‌های متمایز خود را داشته باشند روح قرمز مستقیماً پک-من را تعقیب می‌کرد، ارواح صورتی و آبی خود را در جلو قرار می‌دادند. از او، و روح نارنجی الگوی تصادفی دارد. 
در اصل، طبق دستور ماسایا ناکامورا، رئیس نامکو، قرار بود هر چهار ارواح به جای رنگارنگ قرمز باشند ایواتانی مخالف این ایده بود، زیرا او می‌خواست ارواح از یکدیگر قابل تشخیص باشند.  اگرچه او مسلماً از ناکامورا می ترسید، اما نظرسنجی را با همکارانش انجام داد که از آنها پرسید که آیا آنها دشمنان تک رنگ می خواهند یا دشمنان چند رنگ. ناکامورا پس از رای 40 بر 0 به نفع ارواح رنگارنگ، با این تصمیم موافقت کرد.  نسخه اصلی ژاپنی بازی دارای ارواح به نام‌های "Oikake"، "Machibuse"، "Kimagur" ،"Otoboke" بود که به ترتیب به «تعقیب‌کننده»، «کمین‌گر»، «بی‌ثبات» و «احمق» ترجمه می‌شوند.  هنگامی که بازی به ایالات متحده صادر شد، میدوی گیمز نام خود را به "Shadow"، "Speedy"، "Bashful" و "Pokey" تغییر داد و نام مستعار آنها به ترتیب "Blinky"، "Pinky"،"Inky" ،"Clyde" تغییر کرد.  مواد تبلیغاتی اولیه گاهی اوقات از ارواح به عنوان "هیولا" یا "گابلین" نام می برد.   

### کارتون
در کارتون پک-من در سال 1982، قهرمان با پنج روح روبرو شد، چهار مرد با کلاه های مختلف و یک روح مونث به نام Sue که گوشواره می پوشید. هیولاهای ارواح برای Mezmaron کار می کنند، که به آنها وظیفه پیدا کردن جنگل پلت قدرت را می دهد.
نبرد پک-من علیه ارواح نشان دهنده یک مشکل دربازی های آرکید هست(هم نوع خواری) ؛ به هر حال، جذابیت اصلی پک-من بلعیدن بی رویه دشمنانش بود. این کار با چنان مهارت غیر خشونت آمیزی انجام شد که هانا باربرا می توانست یک کتاب درسی برای اقدام برای تلویزیون کودکان در این زمینه بنویسد. پک-من فقط هنگام دفاع از عزیزانش یا جنگل قدرت، هیولاهای ارواح را شکست داد (برخلاف بازی ویدیویی، جایی که شخصیت اصلی هنگام حمله بود)، و پس از شکست، هیولاهای ارواح صرفاً به طور موقت ناپدید شدند و بعد از آن سالم دوباره ظاهر شدند بعد از برداشتن کفن های جدید از کمد مزمارون.— Hal Erickson
در مجموعه تلویزیونی Pac-Man and the Ghostly Adventures در سال 2013، چهار روح از جهان زیرین می آیند که توسط لرد تریوس اداره می شود. آنها در واقع ارواح خوش اخلاقی هستند و اغلب مخفیانه اطلاعاتی در مورد نقشه های Betrayus برای نابودی Pac-World به پک-من می دهند، به امید اینکه روزی در ازای آن دوباره به زندگی بازگردند.

## مشخصات ارواح
در زیر شرح هر شبح آورده شده است. 
| رنگ       | پک-من (1980)         | پک-من (1980) | پک-من (1980)     | پک-من (1980) | پک-من (1980) | پک-من (1980)      | پک-من (اکنون)      | پک-من (اکنون)      |
| رنگ       | شخصیت/شخصی (نامکو)   | ترجمه        | نام مستعار ژاپنی | ترجمه        | متناوب شخصیت | متناوب نام مستعار | شخصیت/شخصی (میدوی) | نام مستعار انگلیسی |
| --------- | -------------------- | ------------ | ---------------- | ------------ | ------------ | ----------------- | ------------------ | ------------------ |
| قرمز      | اویکاکه (追追いかけ) | تعقیب کننده  | آکابی (赤ベイ)   | پسر قرمز     | خارپشت       | مکی               | سایه               | Blinky             |
| صورتی     | Machibuse (待ち伏せ) | کمین گر      | پینکی (ピンキー) | صورتی        | غمگینی       | میکی              | سریع               | Pinky              |
| فیروزه ای | کیماگور (気まぐれ)   | بی ثبات      | آئوسوکه (青助)   | پسر آبی      | استایلیست    | کثیف              | خجالت زده          | Inky               |
| نارنجی    | اتوبوکه (お惚け)     | جهل ساختگی   | گوزوتا (愚図た)  | مرد آهسته    | گریه کودک    | مسخره             | پوکی               | Clyde              |

## بازخورد
ارواح با استقبال مثبت منتقدان مواجه شده اند و به عنوان یکی از شناخته شده ترین شخصیت های شرور بازی های ویدیویی در تمام دوران نام برده می شوند. آی‌جی‌ان در مورد هر یک از ارواح که شخصیت و طراحی "منحصر به فرد" خود را دارند، اظهار نظر کرد و به شوخی گفت که آنها به اندازه زامبی‌های سری رزیدنت اویل وحشتناک هستند.  کوتاکو اظهار داشت که هوش مصنوعی ارواح هنوز با استانداردهای مدرن قابل توجه است،  در حالی که GamesRadar+ دوست داشت هر یک از ارواح دارای هوش مصنوعی و ویژگی های منحصر به فرد خود باشند.  GameSpy گفت که هوش ارواح یکی از «دوست‌داشتنی» ترین جنبه‌های بازی برای افزودن یک لایه استراتژی جدید به بازی است.  Boy's Life از سادگی و قاطعیت آنها تمجید کرد و آنها را به عنوان یکی از شناخته شده ترین شرورها در تاریخ بازی های ویدیویی معرفی کرد.  Complex در فهرست 50 «باحال‌ترین» شرور بازی‌های ویدیویی، ارواح را با توجه به طراحی نمادین و شناخته‌شده‌شان برای «مشتریان بسیار سرسخت»  Metro UK آنها را در رتبه دوم فهرست خود قرار داد. از ده بزرگترین شرور بازی های ویدیویی در تمام دوران، که تشخیص آسان و طراحی های زیبای آنها را ستایش می کنند.  Inky به تنهایی در سال 2013 بر اساس رای خوانندگان ، توسط رکوردهای جهانی گینس به عنوان هفتمین شخصیت شرور برتر بازی در تمام دوران شناخته شد.  ناتان گریسون از کوتاکو همچنین خاطرنشان کرد که ارواح "باهوش تر از آنچه فکر می کنید" هستند. 

## در فرهنگ عامه
- در قسمت Tiny Toon Adventures "Gang Busters"، باستر بانی و پلاکی داک با استفاده از کره چشم به عنوان شخصیت، پک-من را بازی می کنند. باستر نقش ارواح را بازی می کند.
- ارواح در سیمپسون ها در قسمت "Homer and Ned's Hail Mary Pass " ظاهر می شوند، جایی که آنها در عروسی پک-من دیده می شوند. آنها همچنین در قسمت " I Married Marge " ظاهر می شوند، جایی که آقای برنز نقش خانم پک من را بازی می کند و وقتی ارواح را می خورد می خندد.
- ارواح در  فیوچراما در قسمت "Athology of Interest II " ظاهر می شوند.
- ارواح در سه گانه پارک جنوبی "Imaginationland " ظاهر می شوند.
- The Ghosts در قسمت فمیلی گای " Stok Together, Torn Apart " ظاهر می شود، تلاش می کند روحیه یک پک-من افسرده و اخیراً از دست رفته را بالا ببرد و در قسمت " Meet the Quagmires " که در بازی Menstrual Ms. Pac دیده می شود. مرد
- ارواح در قسمت های پرتقال میوه آزار «Pac-Mania»، «TV OF TERROR» و «Annoying Orange vs. خانم پک من».
- در اپیزود خانواده فاستر برای دوستان خیالی «دوشس آواز»، دوشس مک و بلو را در یک صحنه «بلینکی و کلاید» می خواند.
- Blinky، Inky، Pinky و Clyde در رالف خرابکار ظاهر می شوند. در حالی که Blinky، Inky، و Pinky در Game Central Station ظاهر می‌شوند، Clyde (با صدای کوین دیترز) رئیس Bad-Anon (گروه حمایت از شروران بازی‌های ویدیویی) است که اعضای آن در پک-من ملاقات کرده‌اند. بازی هفته ای یکبار وقتی رالف خرابکار در مورد اینکه چگونه دیگر نمی‌خواهد یک شرور باشد، اظهار نظر می‌کند، کلاید جزو شرورانی است که به این موضوع واکنش نشان می‌دهد. وقتی رالف بیان می‌کند که هیچ احترامی از سوی دیگر شخصیت‌های بازی ویدیویی ندارد، کلاید احساس او را درک می‌کند، اما می‌گوید که باید بپذیرد که او کیست.
  - Blinky، Inky، Pinky و Clyde نیز در دنباله رالف اینترنت را خراب می‌کند ظاهر می شوند.
- The Ghosts در بخش MAD "Diary of a Wimpy Kid Icarus" ظاهر می شوند، جایی که آنها در تعقیب پک-من نشان داده می شوند، و در بخش "ParaMorgan"، جایی که آنها با دیگر ارواح تخیلی محبوب نشان داده می شوند.
- ارواح در مراحل مخفی در ولفنشتاین سه‌بعدی ظاهر می شوند.
- ارواح در Abobo's Big Adventure به عنوان دشمن در Contra Bobo ظاهر شدند . هنگامی که ابوبو به آنها ضربه می زند، آنها آبی می شوند و هنگامی که ابوبو به ارواح ترسیده برخورد می کند، در حالی که چشمانشان از صفحه خارج می شود می میرند.
- The Ghosts در برادران سوپر اسمش. برای نینتندو ۳دی‌اس و وی یو و برادران سوپر اسمش. نهایی . پک-من از آنها برای حملات Smash خود استفاده می کند و همچنین می توان آنها را از طریق Assist Trophy احضار کرد. ارواح همچنین در مرحله Pac-Maze موجود در نسخه 3DS سرگردان هستند. آنها در تماس با جنگنده های دیگر آسیب می بینند و می توانند توسط کسانی که یک گلوله پاور دارند بخورند.
- در فیلم پیکسل‌ها ، چهار ماشین Mini Cooper به عنوان ارواح در برابر تصویر بزرگ پیکسلی پک-من که توسط بیگانگان ساخته شده بود، بازی کردند. آنها هم رنگ ارواح هستند و دارای پلاک با نام آنها هستند. آنها توسط شخصیت های اصلی و خالق پک-من استفاده می شوند.